# Shirley Walker
Shirley Walker (* 10. April 1945 in Napa, Kalifornien, USA; † 30. November 2006 in Los Angeles) war eine US-amerikanische Komponistin, Dirigentin, Pianistin und Produzentin.

## Leben
Nach dem Musikstudium am San Francisco State College arbeitete sie mit verschiedenen Hotel- und Jazzbands. Danach war sie Pianistin beim Oakland Symphony Orchestra und beim Cabrillo Festival Orchestra.
Ihre Filmkarriere begann als Synthesizerspielerin für den Soundtrack zum Film Apocalypse Now. Des Weiteren komponierte sie die Titelmelodie zur Fernsehserie Superman und Viper. Sie arbeitete als Dirigentin für einige Filmmusiken von Danny Elfman, unter anderem für seine Batman-Filmsoundtracks, bis ihr Regisseur John Carpenter die Chance gab, ihren ersten eigenen Score für einen Hollywoodfilm zu schreiben, selbst zu produzieren und dirigieren. Danach arbeitet sie weiter als Filmmusikkomponistin und schrieb unter anderem die Scores zu Flucht aus L.A. (John Carpenter's Escape from L.A.) und den ersten drei Final-Destination-Filmen. Des Weiteren war sie verantwortlich für Musik in der Serie Space 2063 und in der Komödie Der kickende Müllmann.
1967 heiratete sie Don Walker, sie haben zwei Söhne, Colin (* 1970) und Ian (* 1972).
Shirley Walker starb am 30. November 2006 im Alter von 61 Jahren an den Folgen eines Hirn-Aneurysmas.

## Filmografie (Auswahl)

### Filme
- 1985: Ghoulies
- 1992: Jagd auf einen Unsichtbaren (Memoirs of an Invisible Man)
- 1993: Batman und das Phantom ( Batman: Mask of the Phantasm)
- 1996: Flucht aus L.A. (John Carpenter's Escape from L.A.)
- 1997: Turbulence
- 1997: Ein toller Käfer kehrt zurück (The Love Bug)
- 1998: Der kickende Müllmann (The Garbage Picking Field Goal Kicking Philadelphia Phenomenon)
- 2000: Final Destination
- 2003: Final Destination 2
- 2003: Willard
- 2006: Final Destination 3
- 2006: Black Christmas

### Serien
- 1992–1998: Batman (Batman: The Animated Series)
- 1995–1996: Space 2063 (Space: Above and Beyond)
- 1997–2000: Superman (Superman: The Animated Series)
- 1999–2001: Batman of the Future (Batman Beyond)